# Curtiss Robin
El Curtiss Robin, introducido en 1928, fue un monoplano de ala alta construido por la Curtiss-Robertson Airplane Manufacturing Company.
La versión J-1 fue volada por Douglas Corrigan (apodado “Wrongway”) así como por The Flying Keys. 

## Diseño
El Robin, un monoplano de cabina bien ejecutado, tenía un ala de madera y fuselaje de tubos de acero. La cabina acomodaba a tres personas; dos pasajeros estaban sentados lado a lado detrás del piloto. Los primeros Robin se distinguían por tener grandes carenados planos sobre los soportes diagonales paralelos de arriostramiento del ala; los carenados fueron abandonados en versiones posteriores, ya que se encontró que eran inefectivos en la creación de sustentación. El tren de aterrizaje original tenía amortiguadores de bandas de goma elástica, más tarde reemplazados por un sistema oleoneumático; cierta cantidad de Robin fueron equipados con flotadores gemelos. Las variantes del Robin estaban equipadas con motores que desarrollaban de 67 a 138 kW (90 a 185 hp).

## Historia operacional

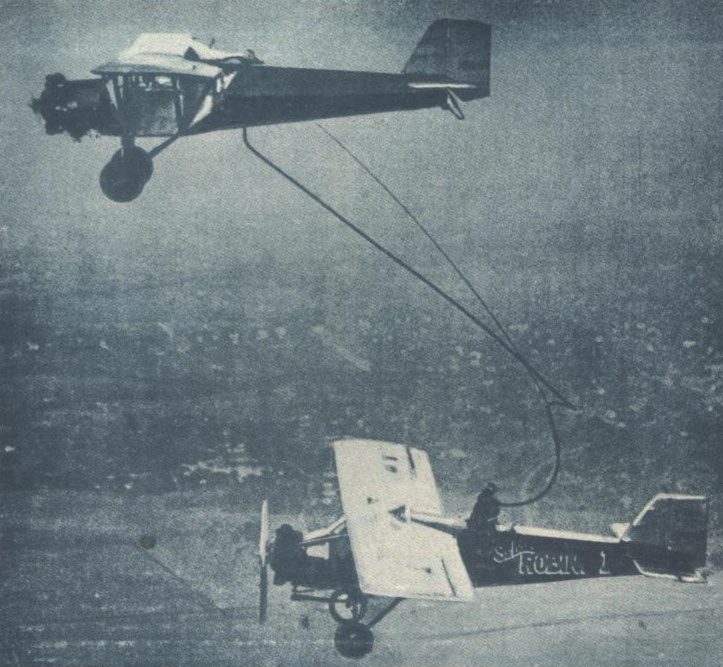
El avión Curtiss Robin "St. Louis" (derecha) durante un vuelo récord de permanencia del 13 al 30 de julio de 1929, en San Luis, Misuri, volado por Dale Jackson y Forest O'Brine durante 17 días, 12 horas y 17 minutos.

Un  único Robin modificado (con un Warner R-420-1 de 82 kW (110 hp)) fue usado por el Cuerpo Aéreo del Ejército de los Estados Unidos, y fue designado XC-10. Este avión fue usado en un programa de pruebas para el vuelo radiocontrolado (y sin piloto).
La aerolínea nacional  de Cuba, Compañía Nacional Cubana de Aviación Curtiss, fue fundada en 1929 con Curtiss Aircraft sirviendo como cofundadora y principal inversor. El primer avión de la aerolínea fue en Curtiss Robin; voló rutas domésticas como transporte de correos y pasajeros. 
De septiembre de 1929 a mayo de 1930, un Robin C-1 fue usado para entregar el Daily Gazette de McCook, Nebraska, a las comunidades rurales de Nebraska y Kansas. El avión volaba una ruta diaria sin escalas de 610 km, lanzando fajos de periódicos desde una altura de 150 m a los transportistas locales.
Un Curtiss Robin fue comprado por el Gobierno paraguayo en 1932 para el escuadrón de transporte de su arma aérea. Fue intensivamente usado como avión de transporte VIP y como ambulancia aérea durante la Guerra del Chaco (1923-1935). 

## Variantes (Model 50)

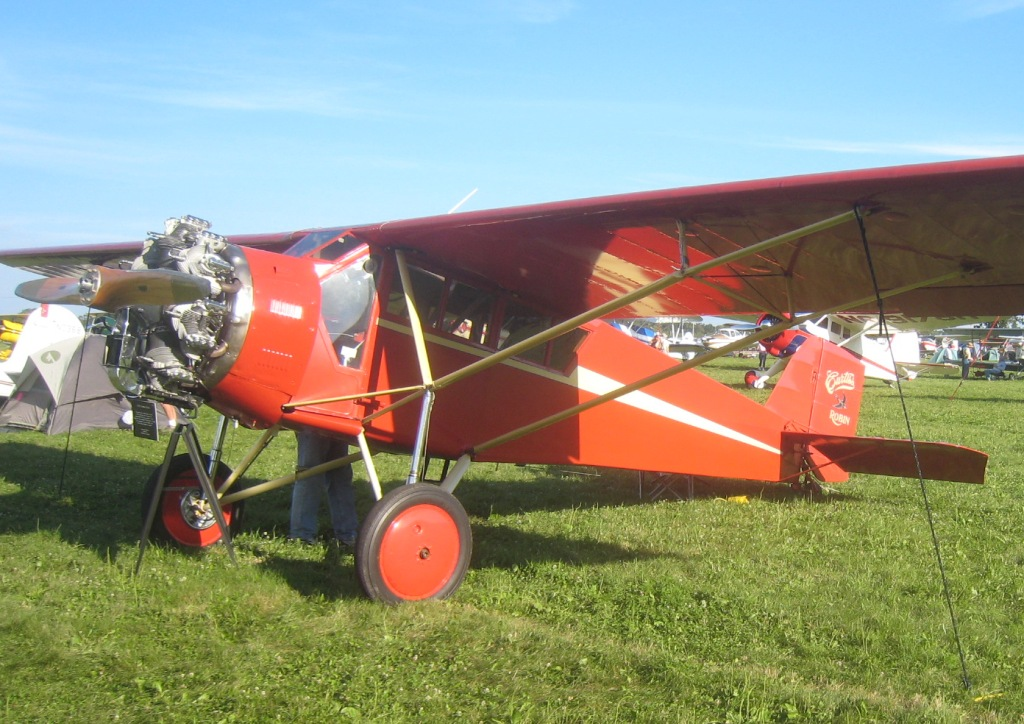
Curtis Robin C-1 de 1929 usado en la película Pearl (modificado con un R-680).

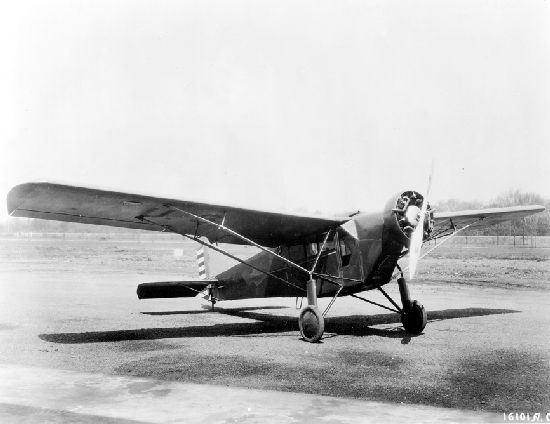
El XC-10 en 1930.

Datos de: Curtiss aircraft : 1907-1947. 
Challenger Robin
(Model 50A) Una primera versión del Robin, propulsado por un motor radial Curtiss Challenger de 123 kW (165 hp).
Comet Robin
Un Robin fue convertido por su propietario en 1937, equipado con un motor radial Comet 7-D de 116 kW (150 hp).
Robin
(Model 50A) Prototipos y aviones iniciales de producción, propulsados con motores Curtiss OX-5 de 67 kW (90 hp).
Robin B
Monoplano de cabina triplaza, equipado con frenos de ruedas y rueda de cola direccionable, propulsado por un motor V-8 Curtiss OX-5 de 67 kW (90 hp); alrededor de 325 construidos.
Robin B-2
Monoplano de cabina triplaza, propulsado por un motor V-8 refrigerado por agua Wright-Hisso A, E e I de 110 a 130 kW (150 a 180 hp).
Robin C
Monoplano de cabina triplaza, propulsado por un motor radial Curtiss Challenger de 130 kW (170 hp) o 138 kW (185 hp); alrededor de 50 construidos.
Robin C-1
(Model 50C) Versión mejorada del Robin C, propulsada por un motor radial Curtiss Challenger de 138 kW (185 hp); más de 200 construidos.
Robin C-2
(Model 50D) Versión de largo alcance equipada con un depósito de combustible extra, propulsado por un motor radial Curtiss Challenger de 130 kW (170 hp); seis construidos.
Robin 4C
(Model 50E) Versión de 4 plazas, propulsada por un motor radial Curtiss Challenger; uno construido.
Robin 4C-1
Versión triplaza con sección delantera del fuselaje alargada; tres construidos.
Robin 4C-1A
(Model 50G) Otra versión de 4 asientos con sección delantera del fuselaje alargada; 11 construidos.
Robin 4C-2
Una única versión sin certificar propulsada por un motor Wright J-6-7 Whirlwind de 168 kW (225 hp).
Robin CR
Versión única experimental, equipada con un motor Curtiss Crusader de 89 kW (120 hp).
Robin J-1
(Model 50H) Propulsado por un motor radial Wright J-6-5 Whirlwind de 123 kW (165 hp); alrededor de 40 construidos.
Robin J-2
(Model 50I) Versión de largo alcance, con 300 litros de combustible. Dos construidos.
Robin J-3
Un J-1 temporalmente designado J-3, que volvió a la designación J-1 después de revertir modificaciones.
Robin M
Un avión Robin B, equipado con un motor V-8 Milwaukee Tank V-502 (conversiones de OX-5 refrigeradas por aire) de 86 kW (115 hp).
Robin W
(Model 50J) Propulsada por un motor radial Warner Scarab de 82 kW (110 hp). Solo se construyeron unos pocos en 1930.
XC-10
Un Robin W fue vendido al Cuerpo Aéreo del Ejército de los Estados Unidos (USAAC) y convertido en avión de pruebas radiocontrolado sin piloto, propulsado por un Warner R-420-1 de 82 kW (110 hp).  

## Operadores

### Militares
Estados Unidos
- Cuerpo Aéreo del Ejército de los Estados Unidos

 Paraguay

## Supervivientes

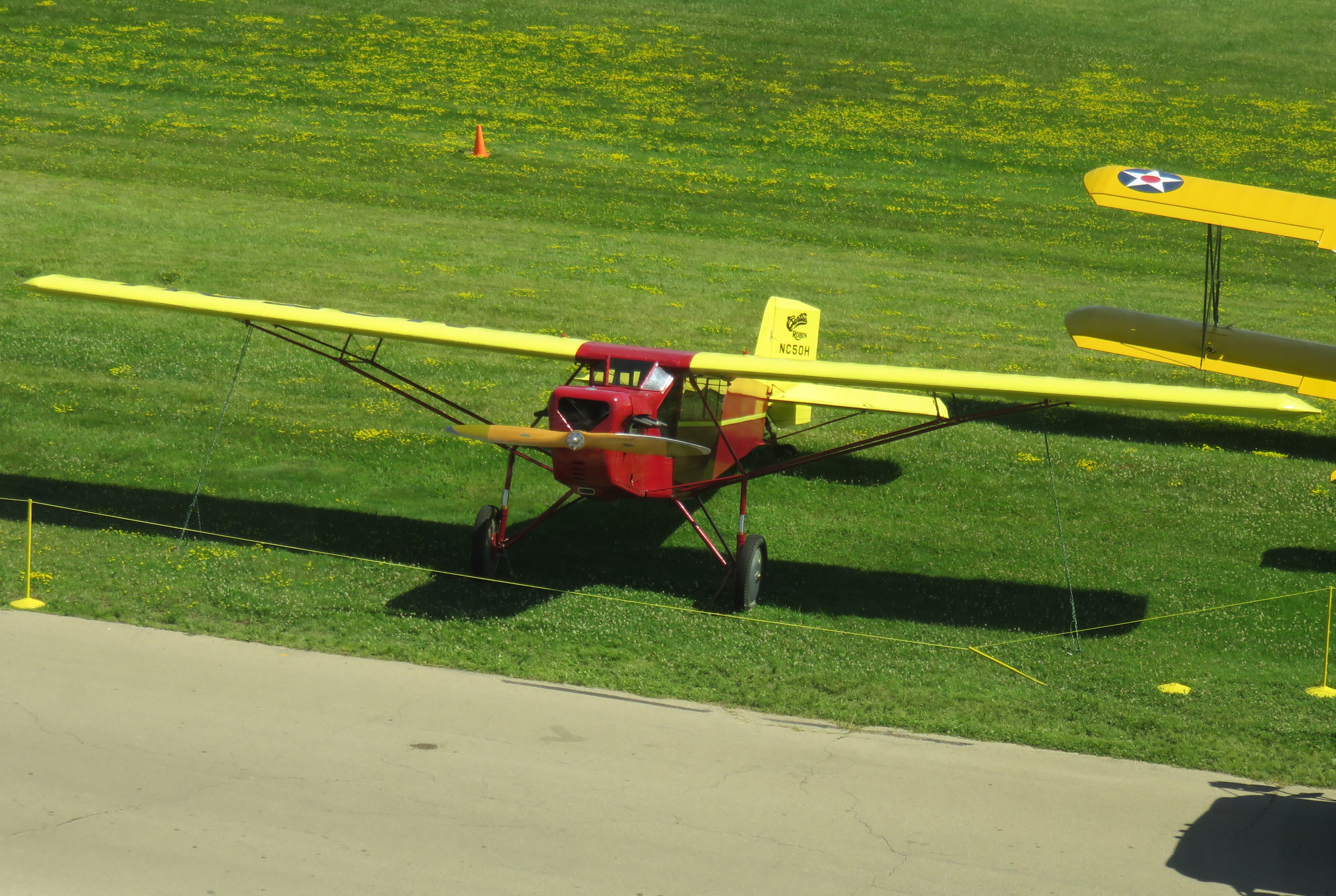
Curtis Robin B-2 en exhibición.

### Alemania
- 130: J-1 en estado de vuelo en Antique Aeroflyers en Mengen.[4][5]

### Australia
- 477: J-1 en estado de vuelo de John Graeme Vevers de Patterson Lakes, Victoria.[6]

### Brasil
- 248: C-2 almacenado en el Museu TAM en São Carlos.[7]

### Estados Unidos
- 193: B en estado de vuelo en el Fantasy of Flight en Polk City (Florida).[8][9][10]
- 213: B en estado de vuelo en el Museo Occidental de Aviones y de Automóviles Antiguos en Hood River (Oregón).[11][12]
- 329: B-1 en exhibición estática en el San Diego Air & Space Museum en San Diego (California).[13]
- 337: C-1 en exhibición estática en el Evergreen Aviation & Space Museum en McMinnville (Oregón).[14][15][16]
- 403: B-2 en exhibición en el EAA Aviation Museum en Oshkosh (Wisconsin).[17][18]
- 469: C-1 en exhibición en el Yanks Air Museum en Chino (California).[19][20]
- 628: C-1 en exhibición estática en el Museum of Flight en Seattle, Washington.[21]
- 712: 4C-1A en exhibición en el Western North Carolina Air Museum en Hendersonville (Carolina del Norte).[22][23]
- 733: J-1D en exhibición en el Shanon Air Museum en Fredericksburg (Virginia).[24][25] Estuvo previamente en exhibición en el Virginia Aviation Museum.[26]
- 737: J-1 en estado de vuelo de Brian T. Coughlin de Cazenovia (Nueva York).[27] Está basado en el Old Rhinebeck Aerodrome.[cita requerida]
- J-1 en exhibición estática en el Museo Nacional del Aire y el Espacio de Estados Unidos en Washington D. C.[28]
- En exhibición estática en el Cradle of Aviation Museum en Garden City (Nueva York). Tiene flotadores en lugar del tren de aterrizaje de ruedas.[29]
- En exhibición en el Air Zoo en Portage (Míchigan).[30][31][32]
- En exhibición en el Eagles Mere Air Museum en Eagles Mere, Pennsylvania.[33]
- En exhibición en el Glenn H. Curtiss Museum en Hammondsport, Nueva York.[34]
- En exhibición en el Historic Aircraft Restoration Museum en Maryland Heights (Misuri).[35]
- En restauración en el Candler Field Museum en Williamson (Georgia).[36]
- En restauración en el Port Townsend Aero Museum en Port Townsend, Washington.[37]

## Especificaciones (Robin con motor OX-5)
Referencia datos: Curtiss Aircraft 1907–1947, Jane's all the World's Aircraft 1928

### Características generales
- Tripulación: Uno (piloto)
- Capacidad: Dos pasajeros
- Longitud: 7,9 m (25,8 ft)
- Envergadura: 12,5 m (41 ft)
- Altura: 2,4 m (7,9 ft)
- Superficie alar: 24,4 m² (262,5 ft²)
- Peso vacío: 669 kg (1474,5 lb)
- Peso máximo al despegue: 987 kg (2175,3 lb)
- Planta motriz: 1× motor lineal V-8 refrigerado por agua Curtiss OX-5.
  - Potencia: 67 kW (92 HP; 91 CV)
- Hélices: Bipala de paso fijo
- Tiempo a altitud: 1200 m en 10 minutos

### Rendimiento
- Velocidad máxima operativa (Vno): 160 km/h (99 MPH; 86 kt)
- Velocidad crucero (Vc): 137 km/h (85 MPH; 74 kt)
- Velocidad de entrada en pérdida (Vs): 72 km/h (45 MPH; 39 kt)
- Alcance: 1263 km en crucero; 930 km a máxima potencia
- Techo de vuelo: 3800 m (12 467 ft)
- Régimen de ascenso: 2,3 m/s (453 ft/min)
- Carga alar: 40 kg/m² (8,2 lb/ft²)
- Potencia/peso: 0,0764 kW/kg (0,0465 hp/lb)

## Aeronaves relacionadas

### Desarrollos relacionados
- Curtiss Thrush

### Secuencias de designación
- Secuencia Numérica (interna de Curtiss): ← 47 - 48 - 49 - 50 - 51 - 52 - 53 →
- Secuencia L-_ (interna de Curtiss): ← L-85 - L-115 - L-117 - L-710
- Secuencia C-_ (Aviones de Carga del USAAC/USAAF/USAF, 1924-62): ← C-7 - C-8 - C-9 - C-10 - C-11 - C-12 - C-14 →